# Elecciones parlamentarias de Macedonia del Norte de 2024
El 8 de mayo de 2024 se celebraron elecciones parlamentarias en Macedonia del Norte. El mismo día se celebró la segunda vuelta de las elecciones presidenciales de 2024. La lentitud de la integración en la Unión Europea y la corrupción fueron los principales problemas de la campaña.
La coalición opositora de derechas liderada por el partido nacionalista VMRO-DPMNE ganó decisivamente las elecciones, recibiendo el 45% de los votos y 58 escaños, tres menos que la mayoría absoluta. La coalición de centroizquierda liderada por la Unión Socialdemócrata de Macedonia perdió 28 escaños y se desplomó hasta el 16% del voto popular.  Ese mismo día se celebró la segunda vuelta de las elecciones presidenciales de 2024, que también ganó la candidata del VMRO-DPMNE, Gordana Siljanovska-Davkova.

## Antecedentes
Las elecciones de 2020 vieron a la coalición Podemos, formada en torno a la Unión Socialdemócrata de Macedonia (SDSM) y el Movimiento Besa (BESA). Es la primera vez desde 2002 que los socialdemócratas, liderados por Zoran Zaev, lograron el primer lugar en las elecciones legislativas, una victoria que fue descrita como estrecha y reñida debido a la pequeña diferencia de votos y escaños que separó a Podemos de la coalición: Renovación para Macedonia, liderado por la Organización Revolucionaria Interna de Macedonia - Partido Democrático para la Unidad Nacional Macedonia (VMRO-DPMNE) de Hristijan Mickoski. Sin embargo, la derrota de este último fue recibida con alivio a nivel internacional, ya que los círculos económicos y diplomáticos temían que su llegada al poder provoque nuevas tensiones en la región y ponga en duda el inicio de las negociaciones de adhesión a la Unión Europea. Las elecciones tuvieron lugar apenas unos años después de la firma del acuerdo de Prespa, aprobado por referéndum en 2018. Esto último puso fin a la larga disputa entre el país y Grecia sobre el nombre oficial del país, que pasa a ser, Macedonia del Norte. Firmado por el gobierno del SDSM, el acuerdo fue fuertemente cuestionado por VMRO-DPMNE, cuyo candidato derrotado en las elecciones presidenciales de 2019 prometió convocar un referéndum para restaurar el nombre anterior: Macedonia.
La Unión Democrática para la Integración (DUI), que quedó en tercer lugar, se encontró en la posición de hacedor de reyes, lo que empuja al partido a reafirmar su exigencia de campaña de obtener para uno de los suyos el puesto de presidente del gobierno, solicitud considerada inaceptable tanto por Zoran Zaev como por Hristijan Mickoski. Después de varias semanas de negociaciones, finalmente se llegó a un acuerdo entre el SDSM y el DUI, que permitió a Zoran Zaev ser reelegido jefe de Gobierno. La DUI renuncia así a su promesa electoral pero obtuvo a cambio la promesa de que el próximo presidente del gobierno en el periodo de transición encargado de los asuntos nacionales durante los 100 días que preceden a las próximas elecciones provenga de esta formación, por primera vez en el país. Por lo tanto, el presidente Stevo Pendarovski encargó a Zaev la formación de un nuevo gobierno de coalición, que también recibió el apoyo del Partido Democrático de los Albaneses, y obtuvo el voto de confianza del parlamento el 30 de abril de 2020 por 62 votos a favor y 51 en contra.

### Gobierno de Kovačevski
Sin embargo tras la derrota del SDSM en las elecciones municipales de 2021 llevó a Zoran Zaev a anunciar, durante la tarde de la segunda vuelta del 31 de octubre de 2021 su dimisión de la dirección del partido y como Presidente del Gobierno. Una semana después, el líder del principal partido de oposición, Hristijan Mickoski, presentó una moción de censura con el apoyo del Movimiento Besa, que se unió a la oposición. La moción, sin embargo, no llegó a votarse debido a la falta de quorum por un voto durante la votación organizada el 11 de noviembre.
A pesar de la ruptura de su coalición y de su anunciada salida, Zoran Zaev logró cerrar un acuerdo el 6 de diciembre con el partido Alternativa Albanesa, que sustituyó así a Besa en la mayoría parlamentaria y permitió a la coalición gubernamental recuperar la mayoría absoluta. Dimitar Kovačevski fue elegido presidente del SDSM el 12 de diciembre con una cómoda mayoría, antes de recibir el mandato de formar un nuevo gobierno tras la dimisión efectiva de Zaev el 29 de diciembre. El 16 de enero de 2022, Kovačevski presentó su programa y su gobierno a los diputados, quienes votaron a favor de él con 62 votos.
Las elecciones legislativas se fijaron para el 8 de mayo de 2024, un gobierno técnico se formara para gestionar los asuntos corrientes durante los 100 días anteriores al escrutinio y hasta que se forme y tome posesión el nuevo gobierno. Talat Xhaferi asumio como presidente del gobierno el 28 de enero de 2024 junto con 5 ministros de la oposición en el gabinete, además de que es el primer miembro de la minoría albanesa del país en acceder al alto cargo. Ese día recibió la confianza de la Asamblea con 65 votos a favor, 3 en contra y ninguna abstención.

### Elecciones presidenciales de 2024
El presidente saliente y candidato a la reelección Stevo Pendarovski, miembro del SDSM, terminó en el segundo lugar en la primera vuelta de las elecciones presidenciales organizadas el 24 de abril de 2024. Se enfrentará en segunda ronda a Gordana Siljanovska-Davkova, que terminó muy por delante de los demás candidatos en la primera ronda con más de 41% de los votos, o el doble de los dos obtenidos por Pendarovski, en un contexto de alta participación. La segunda vuelta tendrá lugar el 8 de mayo, coincidiendo con las elecciones legislativas.
La campaña está marcada por la oposición entre el candidato del SDSM, partidario de una revisión de la Constitución de 1991 para reconocer oficialmente a la minoría búlgara, condición impuesta por Bulgaria para la adhesión de Macedonia del Norte a la Unión Europea Unión (UE). Si bien el acuerdo de Prespa, aunque políticamente muy difícil de aplicar, había iniciado una dinámica de reformas y de optimismo entre la población, las nuevas reivindicaciones búlgaras provocaron desde hace dos años un sentimiento general de decepción. Aunque la revisión sigue siendo muy impopular, resolver la cuestión permitiría avanzar más rápidamente en las negociaciones sobre el proceso de adhesión del país a la UE, según Pendarovski.
La candidata del VMRO-DPMNE rechaza el calendario institucional propuesto. Prometiendo «no te olvides de los intereses nacionales », propone en cambio condicionar la revisión constitucional a la entrada efectiva de Macedonia del Norte en la UE, fijando la fecha de entrada en vigor de la revisión como la fecha de una futura de adhesión. También se opone al cambio de nombre — aunque ya no haga de este tema un elemento central de la campaña —, su formación política busca así encontrar un equilibrio entre sus posiciones conservadoras y nacionalistas y la necesidad de no bloquear completamente el proceso de adhesión, siempre esperado con impaciencia por la población.
Preludio de las elecciones legislativas, la campaña electoral presidencial también está dominada por el tema de la lucha contra la corrupción. El SDSM promete así una política más agresiva contra el crimen organizado, mientras que el VMRO-DPMNE hace hincapié en una reforma del sistema judicial.

## Sistema electoral
De los 123 escaños de la Asamblea de la República, 120 se eligen en seis circunscripciones de 20 escaños en Macedonia del Norte utilizando la representación proporcional de lista cerrada, con escaños asignados utilizando el método d'Hondt. Los tres escaños restantes son elegidos por macedonios que viven en el extranjero, pero solo se llenan si el número de votos supera el del candidato elegido con el menor número de votos en Macedonia del Norte en las elecciones anteriores. Si una lista cruza este umbral, gana un escaño; Para ganar dos escaños, una lista necesita ganar el doble de votos, y para ganar tres escaños el umbral es tres veces el número de votos. Estos escaños no se cubrieron en las elecciones de 2016 debido a la insuficiente participación.

## Campaña
Uno de los temas importantes durante las elecciones fue la corrupción. El partido opositor VMRO-DPMNE acusó a la coalición gobernante de presidir una "pandemia" de corrupción en el país, mientras que la Unión Socialdemócrata de Macedonia, miembro de la coalición, apoyó la confiscación de propiedades adquiridas ilegalmente a funcionarios corruptos. El gobierno en el poder apoyó la revisión de la Constitución para incluir el reconocimiento de una minoría búlgara en Macedonia del Norte, una condición establecida por Bulgaria para permitir la adhesión del país a la Unión Europea. El VMRO-DPMNE calificó la aceptación de tales condiciones como una "capitulación" a Bulgaria. También ha expresado su interés en formar un gobierno de coalición con la coalición VLEN, que comprende partidos de etnia albanesa. pero ha descartado entrar en uno con la Unión Democrática para la Integración, que forma parte de la coalición gobernante y a la que ha calificado de "corrupta".  El VMRO-DPMNE también se comprometió a crear decenas de miles de puestos de trabajo en medio de la lenta situación económica del país, la emigración masiva y el aumento de la inflación.

## Encuestas de opinión

| Encuestadora                      | Fecha                     | Muestra | Futuro Europeo     | Futuro Europeo    | VLEN  | VLEN  | VLEN  | VLEN  | Frente Europeo | Frente Europeo | Frente Europeo | Tu Macedonia | Levica | ZNAM  | Otros | Ventaja |       |      |      |      |       |
| Encuestadora                      | Fecha                     | Muestra | SDSM               | LDP/DOM           | Besa  | LD    | A     | ASh   | ASh            | BDI            | PDSh           | VMRO-DPMNE   | Levica | ZNAM  | Otros | Ventaja |       |      |      |      |       |
| --------------------------------- | ------------------------- | ------- | ------------------ | ----------------- | ----- | ----- | ----- | ----- | -------------- | -------------- | -------------- | ------------ | ------ | ----- | ----- | ------- | ----- | ---- | ---- | ---- | ----- |
| Encuestadora                      | Fecha                     | Muestra | Elecciones de 2024 | 8 de mayo de 2024 | –     | 15.36 | 15.36 | 10.72 | 10.72          | 10.72          | 10.72          | 13.78        | 13.78  | 13.78 | Otros | Ventaja | 43.32 | 6.82 | 5.57 | 4.43 | 27.87 |
| Elecciones presidenciales de 2024 | 24 Abr 2024               | –       | 20.5               | 20.5              | 9.5   | 9.5   | 9.5   | 9.5   | 13.7           | 13.7           | 13.7           | 41.2         | 4.7    | 9.5   | 0.9   | 20.7    |       |      |      |      |       |
| CRPC                              | 20 Abr 2024               | 1250    | 25.6               | —                 | 14.5  | 14.5  | 14.5  | 14.5  | 9.5            | 9.5            | 9.5            | 38           | 7.2    | 5.0   | 0.2   | 11.2    |       |      |      |      |       |
| МКД.мк                            | 8–13 Abr 2024             | 1200    | 22.8               | 22.8              | 9.9   | 9.9   | 9.9   | 9.9   | 12.7           | 12.7           | 12.7           | 41.2         | 6.5    | 6.1   | 0.8   | 18.4    |       |      |      |      |       |
| CRPC                              | 8–13 Abr 2024             | 1210    | 26.8               | —                 | 12.7  | 12.7  | 12.7  | 12.7  | 11.3           | 11.3           | 11.3           | 37.5         | 6.4    | 5.3   | —     | 10.7    |       |      |      |      |       |
| МКД.мк                            | 15–24 Mar 2024            | 1200    | 16.0               | 16.0              | 11.5  | 11.5  | 11.5  | 11.5  | 1.6            | 13.0           | —              | 40.8         | 7.9    | 8.2   | 0.7   | 24.8    |       |      |      |      |       |
| CRPC                              | 4–7 Mar 2024              | 1085    | 24.6               | —                 | 13.6  | 13.6  | 13.6  | 13.6  | 11.6           | 11.6           | 11.6           | 39.4         | 5.5    | 5.3   | —     | 14.8    |       |      |      |      |       |
| IPIS                              | 20 Feb 2024               | 1212    | 21.8               | —                 | 8.6   | 8.6   | 8.6   | 4.1   | 4.1            | 11.5           | —              | 38.6         | 6.0    | 5.0   | 2.4   | 18.8    |       |      |      |      |       |
| IPDV                              | 5–9 Nov 2023              | 1050    | 23.0               | —                 | 4.4   | 3.3   | 1.6   | 8.2   | 8.2            | 9.7            | —              | 35.6         | 5.9    | —     | 8.2   | 12.6    |       |      |      |      |       |
| IPIS                              | 29 Oct 2023               | 1055    | 21.8               | —                 | 4.4   | 1.9   | 3.5   | 3.9   | 3.9            | 10.8           | —              | 36.2         | 6.8    | 5.6   | 2.1   | 17.4    |       |      |      |      |       |
| IPIS                              | 23–26 de mayo de 2023     | 1,112   | 21.6               | —                 | 4.4   | —     | —     | 5     | 5              | 12.4           | —              | 38.2         | 12.3   | 5.7   | 0.8   | 16.6    |       |      |      |      |       |
| IRI                               | 8 Apr – 4 de mayo de 2023 | 1,204   | 17                 | —                 | 7     | —     | 2     | 8     | 8              | 14             | —              | 32           | 11     | —     | 7     | 15      |       |      |      |      |       |
| NDI                               | 13–14 Apr 2023            | 1,003   | 23.6               | —                 | 6.6   | —     | —     | 6.3   | 6.3            | 11.4           | —              | 39.6         | 10.3   | 3.1   | 2     | 16      |       |      |      |      |       |
| IPIS                              | Mar 2023                  | 1,114   | 27.1               | —                 | 8.5   | 8.5   | 8.5   | 4.9   | 4.9            | 27.1           | —              | 39.2         | 10.1   | 9.2   | —     | 11.1    |       |      |      |      |       |
| IDSCS                             | 22 Feb – 9 Mar 2023       | 1,002   | 24                 | —                 | 2     | —     | —     | 7     | 7              | 18             | —              | 38           | 9      | —     | —     | 14      |       |      |      |      |       |
| МКД.мк                            | 6–16 Feb 2023             | 1,200   | 22.3               | 0.2               | 4.1   | —     | —     | 6.7   | 6.7            | 14.7           | —              | 39.2         | 8.1    | —     | 3.4   | 16.9    |       |      |      |      |       |
| IRI                               | 19 Dec 2022               | 1,200   | 16.3               | —                 | 7.0   | —     | —     | 7.8   | 7.8            | 13.3           | —              | 33.3         | 12.3   | —     | 8.8   | 17      |       |      |      |      |       |
| МКД.мк                            | 7–13 Nov 2022             | 1,200   | 20.3               | 0.9               | 7.3   | —     | 3.5   | 3.9   | 3.9            | 13.6           | 0.7            | 40.9         | 8.9    | —     | 1.1   | 20.6    |       |      |      |      |       |
| IPIS                              | 4–6 de mayo de 2022       | 1,111   | 30.1               | —                 | 2.8   | —     | 1.9   | 7.1   | 7.1            | 13.4           | —              | 39.4         | 5.4    | —     | —     | 9.3     |       |      |      |      |       |
| IPIS                              | 19–22 Oct 2021            | 1,102   | 28.9               | 2.8               | 2.6   | —     | 8.0   | 8.0   | 8.0            | 11.0           | —              | 37.7         | 6.6    | —     | —     | 8.8     |       |      |      |      |       |
| Elecciones de 2021 (Skopje)       | 17 Oct 2021               | –       | 24.04              | 4.20              | 1.00  | —     | 5.17  | 5.17  | 5.17           | 11.91          | —              | 35.89        | 9.19   | —     | 4.17  | 11.9    |       |      |      |      |       |
| Kantar TNS Brima                  | 27 Aug – 9 Sep 2021       | 1,201   | 30.8               | 30.8              | 7.4   | —     | —     | 9.5   | 9.5            | 11.4           | 1.7            | 27.6         | 7.4    | —     | —     | 3.2     |       |      |      |      |       |
| Kantar TNS Brima                  | 28 May – 16 Jun 2021      | 1,194   | 33.0               | 33.0              | 6.8   | —     | —     | 10.3  | 10.3           | 11.0           | 2.8            | 28.5         | 7.5    | —     | —     | 4.5     |       |      |      |      |       |
| Kantar TNS Brima                  | 4–6 Abr 2021              | 1,222   | 27.9               | 27.9              | 6.6   | —     | —     | 8.2   | 8.2            | 11.5           | 1.6            | 27.9         | 9.8    | —     | —     | Empate  |       |      |      |      |       |
| IPIS                              | 1–4 Mar 2021              | 1,109   | 31.9               | 31.9              | 1.7   | —     | 8.9   | 8.9   | 8.9            | 10.4           | —              | 34.7         | 6.6    | —     | —     | 2.8     |       |      |      |      |       |
| M-Prospect                        | 16–24 Dec 2020            | 1,000   | 31.7               | 31.7              | 4.1   | —     | 0.9   | 7.8   | 7.8            | 11.4           | 2.4            | 30.8         | 10.6   | —     | 0.3   | 0.9     |       |      |      |      |       |
| Elecciones de 2020                | 15 Jul 2020               | –       | 35.89              | 35.89             | 35.89 | —     | 8.95  | 8.95  | 8.95           | 11.48          | 1.53           | 34.57        | 4.10   | —     | 3.49  | 1.3     |       |      |      |      |       |

## Resultados
Las elecciones se saldaron con una victoria aplastante para el partido conservador nacional VMRO-DPMNE y su coalición Tu Macedonia, que obtuvo 58 escaños en el Sobranie, a solo tres de la mayoría absoluta. Sus principales rivales, el actual partido proeuropeo SDSM y su coalición Por un Futuro Europeo, terminaron en un distante tercer lugar, ganando 18 escaños, el peor resultado de su historia. Todos los demás partidos y coaliciones que ganaron escaños incluyen: la coalición del Frente Europeo con 18 escaños y la Coalición VLEN con 14 escaños (ambos representando a las minorías nacionales), el nacionalista de izquierdas La Izquierda con seis escaños, así como el populista de izquierdas Movimiento Por Nuestra Macedonia (ZNAM) con seis escaños. La participación fue del 55%. Aunque inicialmente se les asignaron 19 y 13 escaños respectivamente, tras las reelecciones en Ohrid, Struga y otras zonas el 22 de mayo de 2024, el Frente Europeo perdió un escaño en favor de la coalición VLEN, lo que permitió al SDSM y a su coalición Por un futuro europeo convertirse en el segundo grupo más grande de la Asamblea.

## Reacciones
El líder socialdemócrata Dimitar Kovačevski admitió la derrota y anunció que dimitiría como líder del partido una vez que se eligiera a un sucesor. El líder del VMRO-DPMNE, Hristijan Mickoski, dijo que "el pueblo ha enseñado al gobierno su lección más importante y ha salvado a su país" y se comprometió a rendir cuentas "hasta la última persona que cometió un crimen y cometió corrupción".
Según los observadores internacionales, las elecciones fueron "competitivas y una campaña extensa y pluralista ayudó a los votantes a tomar una decisión informada, pero se vieron empañadas por una retórica negativa con eslóganes nacionalistas, así como por deficiencias en la legislación y una supervisión insuficiente de las finanzas de las campañas".
El 6 de junio, la presidenta Gordana Siljanovska-Davkova pidió formalmente a Mickoski que formara el próximo gobierno, después de haber dado a conocer un acuerdo de coalición con la Coalición VLEN y Por Nuestra Macedonia (ZNAM).  La votación de investidura de Mickoski tuvo lugar el 24 de junio, con 77 votos a favor, 22 en contra y 21 ausentes.
|  | 44,58 % |

|  | 15,78 % |

|  | 14,06 % |

|  | 10,92 % |

|  | 7,01 % |

|  | 5,74 % |

|  | 3.35 % |

|  | 2.20 % |

|  | 2.10 % |

|  | 1.45 % |

|  | 1.36 % |

|  | 1.20 % |

|  | 1.13 % |

|  | 0.91 % |

|  | 0.12 % |

|  | 0.11 % |

|  | 97.27 % |

|  | 2.73 % |

|  | 100.00 % |

|  | 55.44 % |

## Secuelas
El líder socialdemócrata Dimitar Kovačevski admitió su derrota y anunció que dimitiría como líder del partido una vez que se eligiera un sucesor. El líder del VMRO-DPMNE, Hristijan Mickoski, dijo que “el pueblo ha enseñado al gobierno su lección más importante y ha salvado a su país” y se comprometió a tener en cuenta “hasta la última persona que cometió un delito y corrupción”.
Según los observadores internacionales, las elecciones fueron 'competitivas y una campaña extensa y pluralista ayudó a los votantes a tomar una decisión informada, pero se vieron empañadas por una retórica negativa con lemas nacionalistas, así como por deficiencias en la legislación y una supervisión insuficiente de las finanzas de las campañas'.
El 6 de junio, la presidenta recién posesionada Gordana Siljanovska-Davkova pidió formalmente a Mickoski que formara el próximo gobierno, después de haber revelado un acuerdo de coalición con la Coalición Vale la Pena (VLEN) y Por Nuestra Macedonia (ZNAM). La votación de investidura de Mickoski tuvo lugar el 24 de junio, con 77 votos a favor, 22 en contra y 21 ausentes. El gabinete tendrá 24 miembros, de los cuales dieciséis de la coalición Tu Macedonia encabezada por VMRO-DPMNE, seis del bloque de coalición de partidos de oposición albaneses VLEN y dos del ZNAM.